# Observatório Astronômico Antares
O Observatório Astronômico Antares é um observatório astronômico em Feira de Santana, Bahia, fundado em 1971 por Augusto César Pereira Orrico e anexado à Universidade Estadual de Feira de Santana em 1992. Entre seus setores, encontram-se a Biblioteca Setorial Observatório Astronômico Antares, inaugurada em 1997, parte integrante da biblioteca central da universidade e especializada em títulos de astronomia e física; o Museu Antares de Ciência e Tecnologia, inaugurado em 2009; e a Experimentoteca, originada em projeto de 1997, que conta com kits de experimentos científicos interativos com foco em crianças e adolescentes, atualmente filiada ao Museu, e oferece visitas gratuitas para escolas. Um quarto setor, Nusere (Núcleo de Sensoriamento Remoto), encontra-se em construção.
O espaço também recebe cursos de atualização para professores sobre variados assuntos de astronomia e está vinculado à pós-graduação em Astronomia da universidade. Como projetos de extensão universitária, há um evento regular no mês de janeiro, "Férias Divertidas", que visa entreter e instruir crianças no período de férias escolares, e o planetário itinerante no Festival Literário e Cultural de Feira de Santana.
Em comemoração aos 48 anos do Observatório e 10 anos do Museu, o artista plástico Júlio Firmo criou painéis murais de arte em graffiti, representando diversos períodos históricos desde a formação do universo.

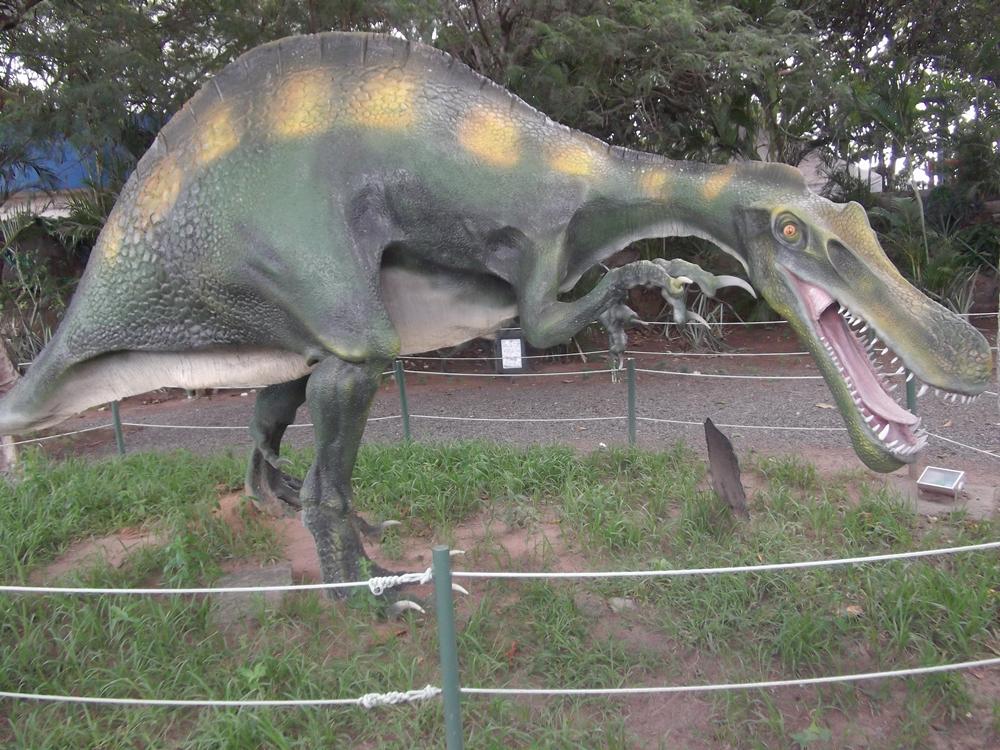
Dinossauro em exposição no Observatório

Em um caso de grande cobertura midiática, o observatório recebeu para análise fragmentos de rocha brilhante encontrados por uma moradora da região e confirmou que se tratavam de meteoritos, que foram doados para a instituição para pesquisa. O acervo do Museu conta com réplica em tamanho real do Meteorito do Bendengó, encontrado em 1784 no sertão da Bahia e enviado para o Museu Nacional no Rio de Janeiro.

## Ver também

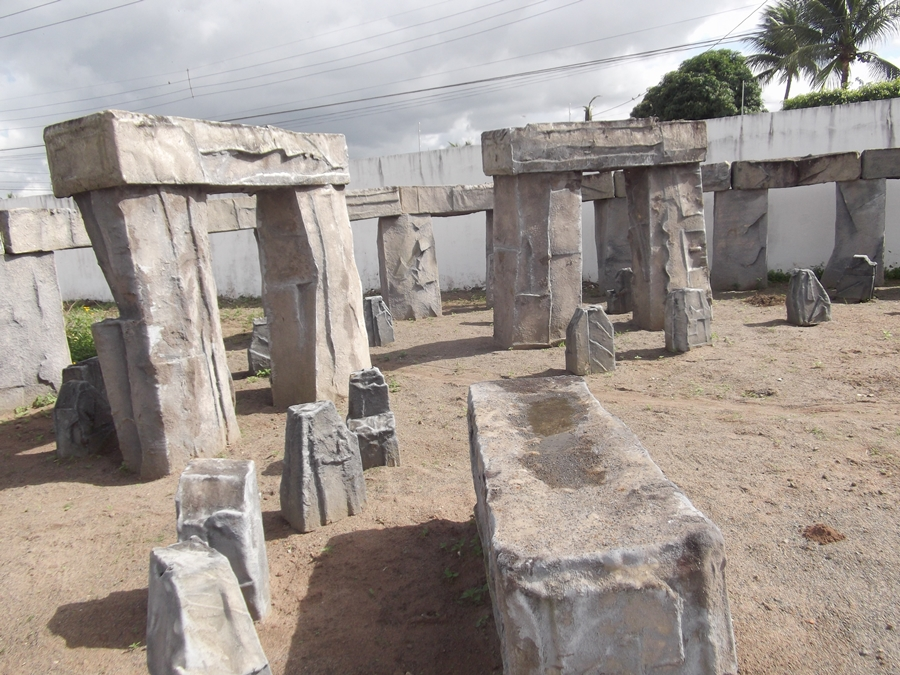
Réplica do monumento Stonehenge em exposição no Observatório